# قرة العنز
ڨرّة العنز هي فترة من فترات السّنة، حسب التّقويم الفلاحي الأمازيغي، تبدأ يوم 14 فبراير وتنتهي يوم 19 من نفس الشهر، وهي فترة شديدة البرودة من الشّتاء، ينزل فيها البرد والثلج.

## أصل التسمية
يعود أصل التسمية إلى كلمة قِرّة وهي البرد الشديد أو ما يصيب الإنسان وغيره من البَرْد. وتعني أيضا القطيع من صِغار الغنم والراعي. وفي رواية أخرى فإن أصل كلمة «ڤرّة» (بالفرنسية: guerre)‏ وتعني الحرب. وڤرّة العنز تعني أنّ هذه الفترة هي بمثابة الحرب المناخيّة على فصيلة العنز، نظرًا لنحافته وشدّة تأثّره ببرودة الطّقس، ويخسر الفلاحون الكثير من الماعز في هذه الفترة.

## قصة سلف المعزة
حسب المعتقدات الميثولوجية الأمازيغية استهانت عنزة بقوى الطبيعة، فاغترت بنفسها وخرجت تتراقص وتتشفى في شهر يِناير الذي انتهى وذهب وذهبت معه ثلوجه وعواصفه وبرده عوض أن تشكر السماء كانت تتحدّى الطبيعة، فغضب يناير وطلب من فورار أن يقرضه يوما حتى يعاقب المعزة على جحودهاوجرأتها، ومن هنا جاءتناقص أيام فورار وإضافة يوم إلى ينايِر (31 يوما)وهدد المعزة قائلا لها: نسلّف نهار من عند فورار ونخلي قرونك يلعبو بهم الصغار في ساحة الدوار ففي يوم 31 قام يناير بإثارة عواصفه وزوابعه وثلوجه حيث لقيت المعزة مصرعها. وإلى يومنا هذا يستحضر بعض الأمازيغ يوم سلف المعزة ويعتبرون يومها يوم حيطة وحذر، ويفضل عدم الخروج للرعي 12 يوما مخافة عاصفة شديدة.

## عادات وتقاليد
تداول الأجداد عن هذه الفترة مثل شعبي يقول «تجمبر كول وقمبر» ويعني من شدّة قسوة البرد في هذه الفترة، كان النّاس في القدم يجمعون العولة من البقول الجافة والكسكسي ومستلزمات أخرى يحتاجونها في البيت.